# Duck TV
Duck TV (stylisé comme ducktv) est une chaîne de télévision pour enfants, qui a été lancée en octobre 2007 comme Bebe TV pour l'UPC et était disponible en Hongrie, en Roumanie, en Slovaquie et en République tchèque. Depuis son lancement, le service diffuse également en Pologne, en Bulgarie, en Serbie, en Croatie, au Kosovo, au Monténégro, à Malte, à Chypre, en Lituanie, aux Pays-Bas, en Belgique, au Luxembourg, en Allemagne, en Slovénie, au Portugal et en Turquie. En janvier 2011, il a été renommé comme Duck TV.